# John Connelly (historyk)
John Francis Connelly (ur. 1960) – amerykański historyk, wykładowca Uniwersytetu Kalifornijskiego w Berkeley, specjalizujący się w dziejach najnowszych Europy Środkowo-Wschodniej. 

## Życiorys
W 1982 ukończył z wyróżnieniem stosunki międzynarodowe w Walsh School of Foreign Service na Uniwersytecie Georgetown, gdzie studiował w ramach czteroletniego stypendium ufundowanego przez Stowarzyszenie 82 Dywizji Powietrznodesantowej. Jest absolwentem studiów magisterskich na University of Michigan w dziedzinie studiów nad Rosją i Europą Wschodnią. Tytuł magistra (1988) i stopień doktora (1994) w dziedzinie historii uzyskał na Uniwersytecie Harvarda. Jego praca doktorska, przygotowana pod kierunkiem Charlesa Maiera, nosiła tytuł Creating the Socialist Elite: Communist Higher Education Policies in the Czech Lands, East Germany, and Poland, 1945–1954. Na badania w Czechosłowacji (1991) i w Polsce (1991–1992) otrzymał stypendia Fundacji Alfrieda Kruppa von Bohlen und Halbach i programu Fulbrighta–Haysa.
W 1995 był adiunktem na Uniwersytecie Kalifornijskim w Berkeley. W 2002–2003 był członkiem Instytutu Studiów Zaawansowanych w Princeton. Zajmuje uposażone stanowisko profesorskie w zakresie historii Europy imienia Sidneya Hellmana Ehrmana na Uniwersytecie Kalifornijskim w Berkeley.
Jego pierwsza książka Captive University (pol. Zniewolony uniwersytet) otrzymała w 2001 nagrodę George Louis Beer Prize przyznawaną przez American Historical Association, a jego druga książka From Enemy to Brother (pol. Od wrogości do braterstwa) została wyróżniona nagrodą John Gilmary Shea Book Prize przez American Catholic Historical Association w 2013.

## Wybrane publikacje

### Książki
- Captive University: The Sovietization of East German, Czech, and Polish Higher Education, 1945–1956, University of North Carolina Press, Chapel Hill, NC 2000, ISBN 978-0-8078-4865-4.
  - Przekład polski: Zniewolony uniwersytet. Sowietyzacja szkolnictwa wyższego w Niemczech wschodnich, Czechach i Polsce 1945–1956, tłum. Witold Rodkiewicz, Instytut Historii Nauki im. Ludwika i Aleksandra Birkenmajerów Polskiej Akademii Nauk, Warszawa 2013, ISBN 978-83-7545-486-4.
- (red., z Michaelem Grüttnerem) Universities Under Dictatorship, Penn State University Press, University Park, PA 2005, ISBN 0-271-02695-2.
- From Enemy to Brother: The Revolution in Catholic Teaching on the Jews, 1933–1965, Harvard University Press, Cambridge, MA 2012, ISBN 978-0-6740-5782-1.
  - Przekład polski: Od wrogości do braterstwa. Rewolucja w katolickim nauczaniu o Żydach w latach 1933–1965, tłum. Elżbieta Tabakowska, Austeria, Kraków 2022, ISBN 978-83-7866-522-9.
- From Peoples into Nations: A History of Eastern Europe, Princeton University Press, Princeton, NJ 2020, ISBN 978-0-691-16712-1.

### Wybrane artykuły naukowe
- Nazis and Slavs: From Racial Theory to Racist Practice, „Central European History” 32 (1999), nr 1, s. 1–33.
- Reflections of Social Change: Polish Rural Sociology, 1930–1965, „Trondheim Studies on East European Cultures and Societies” 14 (2004)
- Why the Poles Collaborated So Little—And Why That Is No Reason for Nationalist Hubris, „Slavic Review” 64 (2005), nr 4, s. 771–781.
- Catholic Racism and Its Opponents, „Journal of Modern History” 79 (2007), nr 4, s. 813–847.
- The Paradox of East German Communism: From Non-Stalinism to Neo-Stalinism, w: Stalinism Revisited. The Establishment of Communist Regimes in East-Central Europe, red. Vladimir Tismăneanu(inne języki), Central European University Press, Budapest 2009, s. 161–194.
- The Catholic Church and Mission to the Jews, w: After Vatican II: Trajectories and Hermeneutics, red. James Heft i John O'Malley, Eerdmans, Grand Rapids, MI 2012, s. 96–133.
- Katholische Kirche und Rassenfrage in der Zwischenkriegszeit, „Römische Quartalschrift für Christliche Altertumskunde und Kirchengeschichte” 109 (2014), s. 7–23.
- Nationalization vs. Secularization: The Christian Churches in East Central Europe, w: Routledge History Handbook of East Central Europe in the Twentieth Century, t. 4, red. Joachim von Puttkamer(inne języki) i in., Routledge, New York 2021, s. 256–310.
- The Anticommunist Revolts of 1989, w: Revolutionary World: Global Upheaval in the Modern Age, red. David Motadel, Cambridge University Press, Cambridge 2021, s. 215–241.

### Artykuły naukowe w języku polskim
- (z Teresą Suleją(inne języki)) „Projekt reformy personalnej polonistyki uniwersyteckiej” Stefana Żółkiewskiego z 1950 roku, „Arcana” 1997, nr 2, s. 93–113.
- Mity i kontrmity, przyczynek do dyskusji o polskiej tożsamości historycznej, tłum. Alexandra Bohdanowicz, „Pamięć i Sprawiedliwość” 2005, nr 2, s. 377–386.
- Nostra Aetate. Niezauważona rewolucja, „Społeczeństwo i Rodzina. Stalowowolskie studia Katolickiego Uniwersytetu Lubelskiego” 2015, nr 1, s. 171–182.